# Tàngara negre-i-daurada
La tàngara negre-i-daurada (Bangsia melanochlamys) és un ocell de la família dels tràupids (Thraupidae).

## Hàbitat i distribució
Habita la selva pluvial de les muntanyes de l'oest de Colòmbia.